# 칠리스

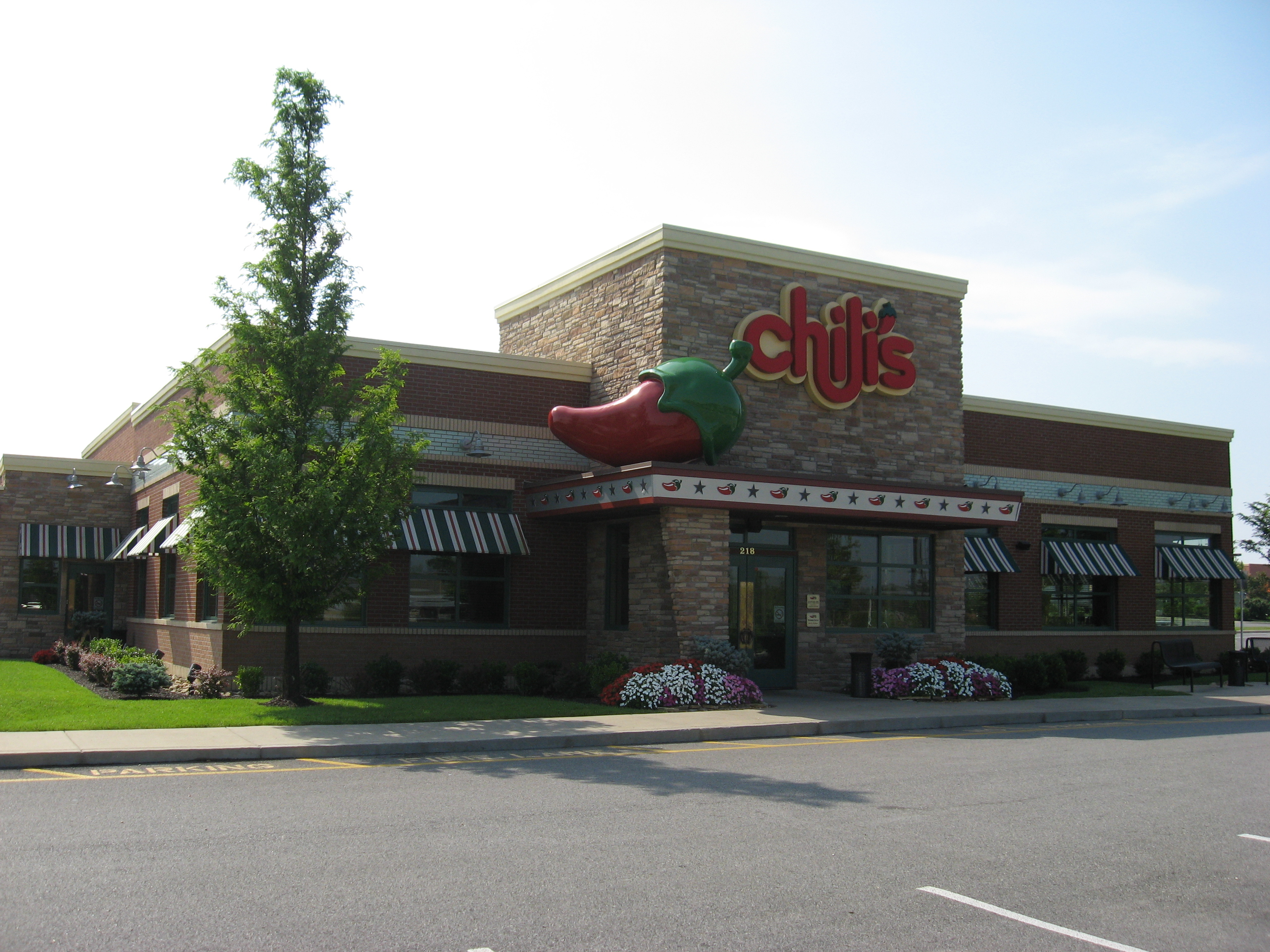
테네시주의 칠리스

칠리스(Chili's)는 미국의 캐주얼풍 패밀리 레스토랑 브랜드이다. 1975년 텍사스주 댈러스에서 설립되었으며, 코펠에 본사가 위치해 있다. 이 레스토랑은 미국 음식과 텍스멕스 풍의 음식을 취급하고 있으며, 전 세계 31개국에 걸쳐서 운영하고 있다.
대한민국에는 1997년에 처음 문을 열었으나, 2007년을 끝으로 모두 철수하였다. 한국 오산기지에서만 운영 중이다.